# Comtat de Ventimiglia
El comtat de Ventimiglia (Ventemilha en occità, Ventemiglia en lígur, Vintimille en francès) fou una jurisdicció feudal a l'extrem occidental de Ligúria, avui a la frontera amb França.
Després de les invasions dels longobards sota Rotari el 644, els habitants de la regió van abandonar la ciutat romana (Albium Intimilium derivat a Albintimilium) i es van refugiar a la dreta del riu Roia, on van construir una nova ciutat coneguda com a Vintimilia. El 744 el territori va passar a domini de Carlemany proclamat rei d'Itàlia i rei dels Longobards. Vers la meitat del segle X es va construir la fortalesa i va esdevenir una jurisdicció del marquesat de Susa vers 962. Berenguer II d'Itàlia (950-966), marquès d'Ivrea, va nomenar al seu fill Conrad com a primer comte de Ventimiglia. En els anys següents va haver de patir intensos atacs dels musulmans de Fraxinètum (Frassinetto i La Garde-Freinet). En el seu moment màxim el comtat s'estenia del Mont Agel, sota Mònaco, al cap Nero (moderna Sanremo) incloent les valls de la Roya o Roia i del Bévéra.
Els comtes locals van haver de lluitar després contra Gènova. El 1139 la marina de Gènova va atacar la ciutat que es va haver de rendir i els comtes van passar a ser vassalls de Gènova. Diverses revoltes i aliances amb els enemics de Gènova no van poder capgirar la situació. En el conflicte entre güelfs i gibel·lins pel tractat d'Ais de Provença del 1258 els comtes van bescanviar les seves possessions del comtat a Itàlia per terres a Provença especialment la terra de la Verdière (al Var) i des de llavors es van establir a Provença on van enllaçar amb les principals famílies aristocràtiques. Ventimiglia ciutat va esdevenir comuna lliure i bona part del territori es va mantenir com a comtat vassall de Gènova sota diverses senyories; en una guerra contra Gènova el 1271 el podestà Luca Grimaldi fou capturat. Després dels Grimaldi, van governar els Angioini, i després els Visconti. Després Ventimiglia va estar temporalment sota domini dels ducs de Savoia el 1389 i del rei Ladislau I de Nàpols el 1410. Van seguir els Sforza i finalment França fins que el 1505 la ciutat i el comtat foren annexionats definitivament a la república de Gènova.